# How She Move
How She Move is een Amerikaans-Canadese drama-muziekfilm uit 2007 onder regie van Ian Iqbal Rashid. Deze werd hiervoor genomineerd voor de juryprijs op het Sundance Film Festival. Centraal in How She Move staat een dansstijl genaamd stepdance.

## Verhaal
Rayanne 'Raya' Green (Rutina Wesley) komt uit een arme achterstandswijk, maar heeft zich door hard te werken op school opgewerkt tot een duurdere school. Hier wilde ze zich voorbereiden op een te volgen studie geneeskunde. Haar aan de gevolgen van een drugsverslaving gestorven oudere zus Pam, heeft alleen het al het voor Raya's opleiding bestemde geld opgemaakt. Niet alleen moet ze hierdoor terug naar haar vroegere, armere school, maar tevens kan ze de studie geneeskunde die er op moet volgen niet betalen. Raya's enige kans om toch te gaan studeren, is een toelatingsexamen dat haar recht geeft op een studiebeurs.
Raya is bij terugkomst op haar oude school niet erg welkom. Ze wordt gezien als het meisje van de rijke school die dacht te goed te zijn voor haar oude buurt. Met name de opstandige Michelle (Tre Armstrong) maakt geen geheim van haar afkeuring. Na een vechtpartij tussen de twee, bepaalt het schoolhoofd niettemin dat de intelligente Raya de afzakkende Michelle als straf bijles moet gaan geven. Hoewel de twee niet zonder strubbelingen een beetje nader tot elkaar komen, merken ze dat elkanders bedoelingen niet zo slecht zijn.
Wanneer Raya haar toelatingsexamen heeft gedaan, voelt ze dat ze het flink verpest heeft. Michelle komt niettemin met een alternatief om aan geld te komen, namelijk stepdance-wedstrijd 'Step Monster'. Hiervoor moet Raya wel tot een crew toetreden, maar dat kan in die van Michelle. In plaats daarvan bemachtigt Raya een plaats in de JSJ-crew van haar mannelijke vriend Bishop (Dwain Murphy), met hulp van diens broertje Quincy cq Quake (Brennan Gademans). Bishop gooit haar er binnen de kortste keren alleen weer uit omdat ze niet naar hem luistert en bij Michelle hoeft ze dan niet meer aan te kloppen. Daarop wordt Raya opgenomen in de crew van regerend Step Monster-kampioen Garvey (Clé Bennett), de man die haar zus van drugs voorzag.

## Rolverdeling
- Melanie Nicholls-King - Faye Green, Raya's moeder
- Conrad Coates - David Green, Raya's vader
- Boyd Banks - Mike Evans
- Ardon Bess - Oom Cecil
- Shawn Fernandez - Trey
- Kevin Duhaney - E.C.
- Rogue Johnston - DJ
- Jai Jai Jones - Lester Johnson
- Keyshia Cole - zichzelf (presentatrice Step Monster)
- DeRay Davis - zichzelf (presentator Step Monster)